# Vitória Recreativo Clube dos Olivais
Il Vitória Recreativo Clube dos Olivais, conosciuto semplicemente come Vitória Olivais, è una società polisportiva portoghese di Lisbona. Come il più antico Sport Lisboa e Olivais, anche il Vitória ha sede nell'omonima freguesia.

## Storia
La sezione che ha raggiunto i maggiori traguardi sportivi è la squadra di calcio a 5 che nella stagione 2010-11 ha militato nel massimo campionato portoghese. La permanenza nella Primeira Divisão è durata tuttavia una sola stagione: la squadra ha infatti concluso la stagione regolare al dodicesimo posto. L'ultimo posto nel successivo gironcino dei play-out ha condannato il Vitória a fare ritorno in Segunda Divisão.